# 长隔木
长隔木（学名：Hamelia patens），为茜草科长隔木属下的一種灌木。台灣習稱醉嬌花。原产於巴拉圭等拉丁美洲各国，中国南部和西南部都有栽培。台灣亦有引進栽植。
种名patens意为伸展的。

## 圖示

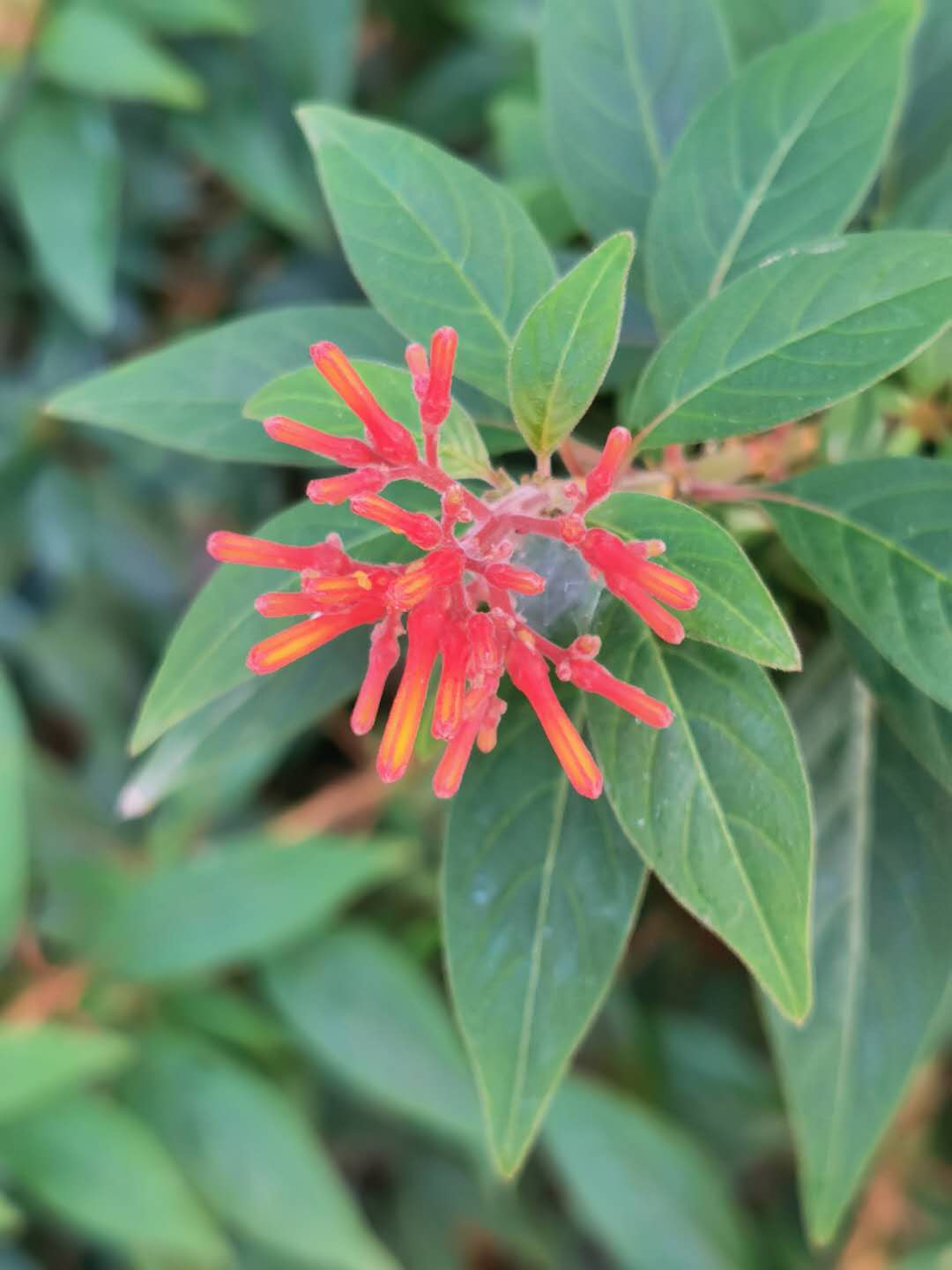
頂生聚繖花序
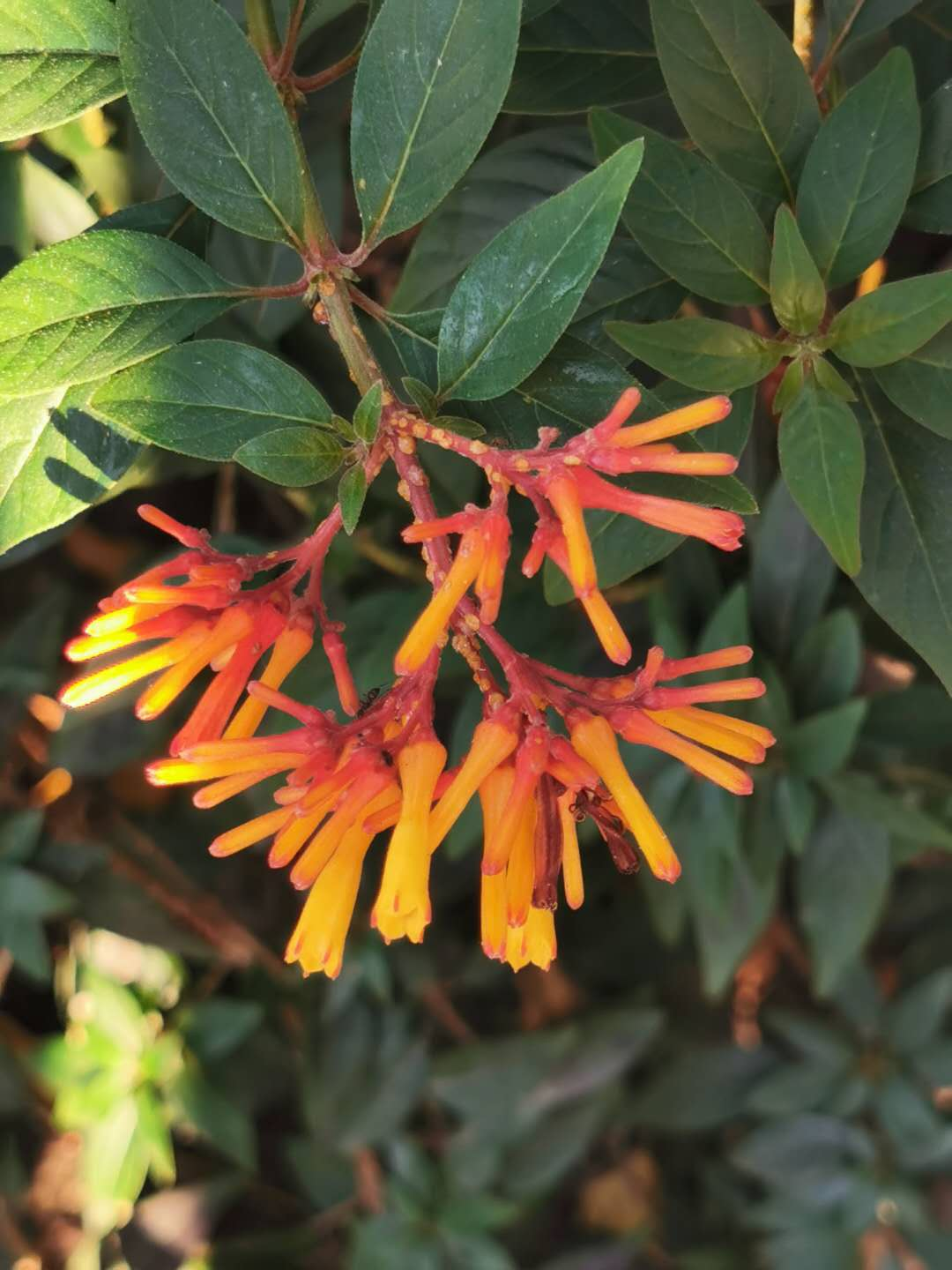
管狀花冠
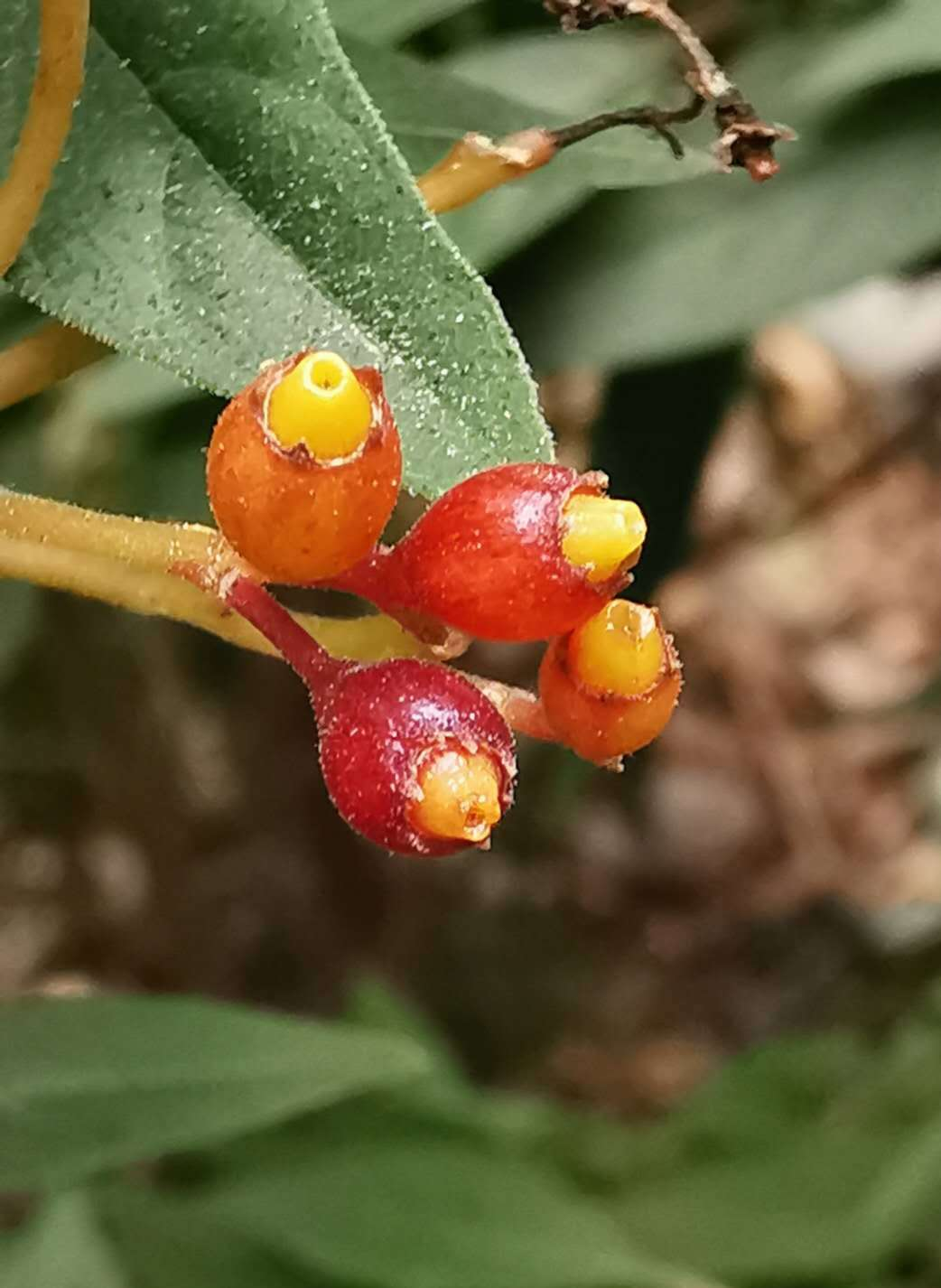
果狀
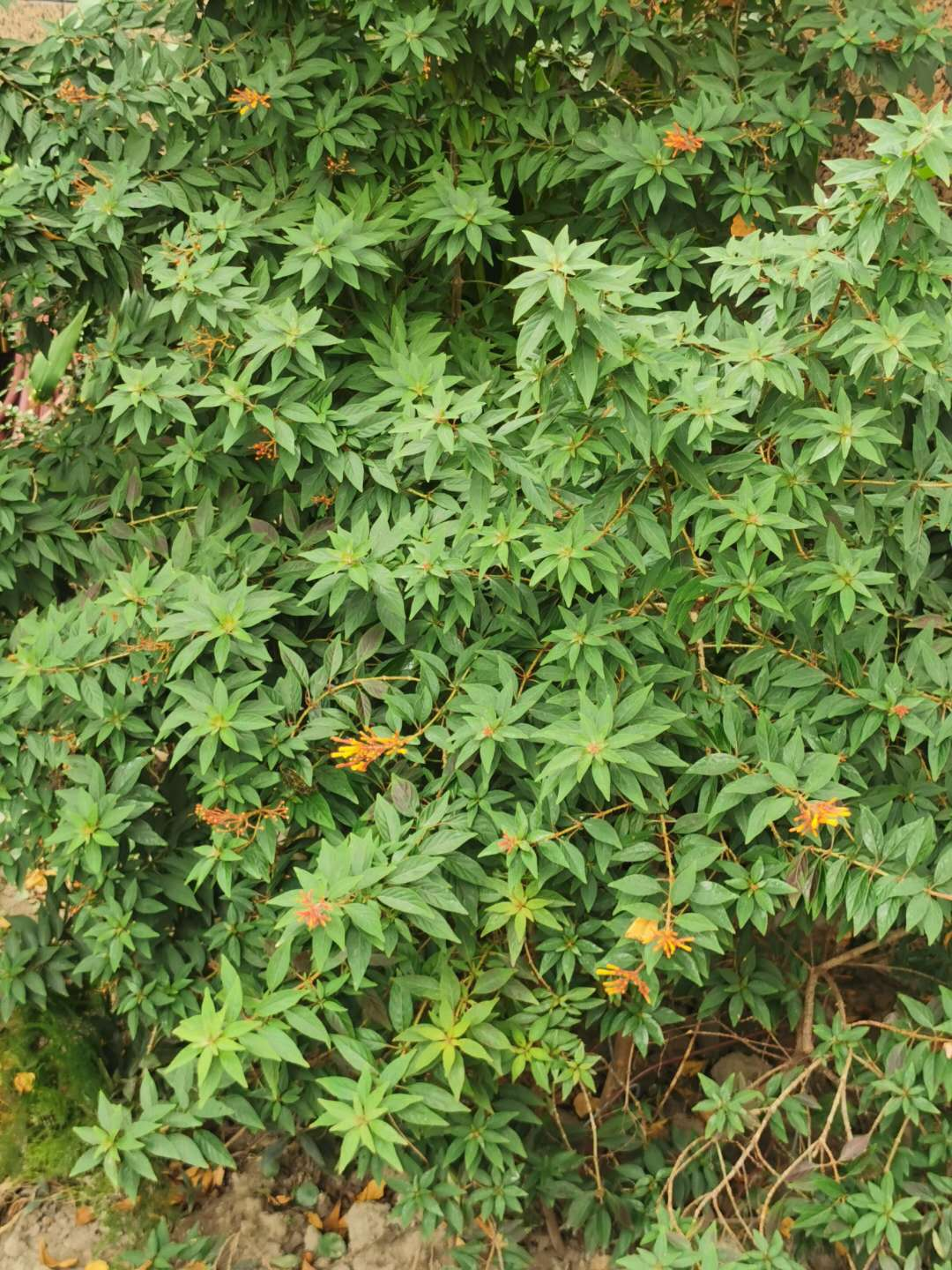
葉輪生